# 国際テロリズム要覧
国際テロリズム要覧（こくさいテロリズムようらん）とは、法務省の外局である公安調査庁が1993年（平成5年）から発刊している国際テロリズム情勢をまとめた報告書である。2021年8月現在の最新版は2021年版である。

## 概要
「国際テロリズム要覧」は、国際テロリズムの潮流及び各種組織の実態を把握し、整理するための資料と位置づけられ、公安調査庁が各種報道等の公開情報をもとに取りまとめたものである。テロリズムに関する諸問題をとりまとめた日本政府機関で唯一の資料として研究者からも評価が高い。「国際テロリズム要覧」は一般書店での販売はされていないが、公安調査庁の公式サイトからWEB版を参照することができる。また国立国会図書館などには所蔵されており、公安調査庁と無関係の人でも閲覧が可能である。
類書としては、アメリカ合衆国国務省が毎年公表しているCountry Reports on Terrorism（「テロリズムに関する国別報告書」）が挙げられる。